# Michael Vogel
Michael Vogel (ur. 1908, zm. ?) – zbrodniarz nazistowski, esesman i członek załogi niemieckiego obozu koncentracyjnego Dachau.
Obywatel rumuński narodowości niemieckiej. W czasie II wojny światowej pełnił służbę w Mühldorf, podobozie KL Dachau. Przydzielono go do tzw. komanda leśnego (Waldlager). Vogel brał również w ewakuacji obozu.
W procesie członków załogi Dachau (US vs. Michael Vogel i inni), który miał miejsce w dniach 8–15 lipca 1947 przed amerykańskim Trybunałem Wojskowym w Dachau skazany został na dożywotnie pozbawienie wolności. Jak wykazało postępowanie, oskarżony wielokrotnie maltretował więźniów, między innymi bijąc ich kolbą karabinu i kijem. Vogel miał również na sumieniu życie kilku więźniów. Przynajmniej dwóch zastrzelił, innych zakatował na śmierć.